# Лека Дукађин
Лека III Дукађин (алб. Lekë III Dukagjini; 1410—1481), познатији као Лека Дукађин, био је мистериозни припадник породице Дукађини о коме се мало зна и за којег се сматра да је био албански племић из 15. вијека. Савременик Ђурђа Кастриота, познат је по Канону Леке Дукађина, закону који је уведен међу племена сјеверне Албаније.

## Биографија
Његово име Лека је скраћена верзија имена Александар. Мјесто рођења Леке Дукађина је село Орош код Мирдите. Све до 1444. године то је била пронија Која Захарија. Владавину над земљом је преузео од свог оца кнеза Павла Дукађина 1446. године, за којег се чини да је умро од апоплексије.
Дукађин се борио под заповједништвом Ђурђа Кастриота против Османлија током посљедње двије године борбе. У вријеме мира борили су се једни против других, како се вијерност албанског племства мијењала са временом. Лека Дукађин је у засједи убио Леку Захарија, кнеза Дањског. Они су били у сукобу због неслагања око тога који од њих двојице треба да ожени Ирену Душман. Ирена је била једино дијете Леке Душмана, кнеза Задрима. Године 1445, албански кнежеви су позвани на вјенчање најмлађе сестре Ђурђа Кастриота, Мамице, која се удавала за Музаку Топију. Ирена је дошла на вјенчање и отпочела су непријатељства. Дукађин је питао Ирену да се уда за њега, али је Захарије у пијаном стању то видјео и напао Дукађина. Неки кнежеви су покушали да спријече тучу, али се само више људи укључило, што је довело до неколико смртних случајева док се није успоставио мир. Ниједан од двојице учесника није претрпио физичку повреду, али је након догађаја Дукађин морално понижен. Двије године касније, 1447. године, у чину освете, Дукађини је у засједи убио Захарија.
Смрт Захарија је оставио његову кнежевину без насљедника, због чега је његова мајка предала утврђење Млетачкој Албанији, посједу Млетачке републике. Када је Ђурађ покушао, али безуспјешно, да заузме Дањ 1447. године почео је Албанско-млетачки рат (1447—1448). У марту 1451. године Лека Дукађин и Божидар Душман су планирали напад на Дриваст, који је био под млетачком контролом. Њихова завјера је откривена и Божидар је приморан да побјегне у изгнанство. Ђурађове снаге су 1459. године заузеле утврђење Шати од Османлија, а Ђурађ га је уступио Млетачкој републици како би осигурао добронамјерне односе са Сињоријом прије него што је послао своје снаге у Италију да помогну краљу Фердинанду да поврти и задржи своје краљевство након смрти краља Алфонса V од Арагона. Прије него што су Млеци преузели контролу над Шатијем, Ђурађ је заузео и околно подручје, протјеравши Леку Дукађина и његове снаге, јер се супротставио Ђурђу и уништио Шати прије млетачког преузимања власти.
Дукађин је наставио да се бори са ограниченим успјехом са Османлијама, водећи борбе као вођа албанског отпора након Ђурађове смрти, све до 1479. године. Његове снаге су се понекад бориле заједно с Млецима, уз папин благослов.

## Насљеђе
Канон Леке Дукађина је законик у којем је Лека кодификовао уобичајене законе у албанским планинама. Иако истраживачи историје и обичаја Албаније обично наводе Гечов текст Канона као једину постојећу верзију као неспорну и писану од Леке Дукађина, то је заправо нетачно. Текст Канона, често оспораван и са много различитих интерпретација које су се заправо развиле од 15. вијека, име је добио само по Дукађину. Иако су Ђурђа идентификовали као „змајског кнеза” који се усудио против било ког непријатеља, хронике приказују Леку као „анђеоског кнеза” који је достојанством и мудрошћу осигуравао континуитет албанског идентитета.
Скуп закона дуго је био активан у пракси, али није био сакупљен и кодификован све док то није урадио крајем 19. вијека Стефан Гечов. Најзлогласнији закони Канона су они који регулишу крвну освету. Крвне освете су почеле поново на сјеверу Албаније (а од тада се прошириле и на друге дијелове Албаније, чак и на исељеништво) након пада комунизма почетком 1990-их, пошто је била забрањена за вријеме режима Енвера Хоџе.